# Sin Hjonhwak
Sin Hjonhwak (29. října 1920, Chilgok-gun – 26. dubna 2007, Soul, byl korejský politik, ministerský předseda Jižní Koreje 1979 – 1980 a krátce 1991.

## Život
Svoji kariéru úředníka začal r. 1943 v době japonské okupace Korejského poloostrova za 2. světové války. V padesátých letech stál v čele několika ministerstev (1951 ministr obchodu, 1959 ministr ekonomického rozvoje). Po dubnové revoluci 1960 byl dva roky a sedm měsíců vězněn. V šedesátých letech pracoval ve finančních kruzích, stal se prezidentem Donghae Electric Power a poté Ssangyong Cement Industrial, po návratu do politiky v 70. letech pracoval jako právník, byl ministrem zdravotnictví a hospodářství.
Poprvé se stal ministerským předsedou 13. prosince 1979 po zavraždění autoritářsky vládnoucího prezidenta Park Chung Hee, který se k moci dostal vojenským převratem roku 1964. V úřadu byl necelý půlrok do 21. května 1980, kdy se k moci dalším převratem dostal Chun Doo Hwan. Shin Hyon Hwak pak odešel pracovat do společnosti Samsung, která byla už tehdy jednou z největších národních společností Jižní Koreje. V letech 1986 – 1990 byl ředitelem společnosti Samsung Corporation.
Druhé období ve funkci ministerského předsedy bylo také krátké, trvalo něco přes měsíc (24. května – 8. července 1991).
Sin Hjonhwak byl hospitalizován v Soulu v únoru 2007 po fraktuře páteře. Měl syna a tři dcery. Zemřel v soulské Národní univerzitní nemocnici 26. dubna 2007 ve věku 87 let.